# Tom Penny
Tom Penny, född 13 april 1977 i Oxford, England, är en brittisk skateboardåkare. Han är en av de mest inflytelsesrika skateboardåkarna genom tiderna. Han är sponsrad av Flip Skateboards där hans brädor har vart stor säljare under lång tid[källa behövs]